# Thermopsis turcica
Thermopsis turcica är en ärtväxtart som beskrevs av Kit Tan och Al.. Thermopsis turcica ingår i släktet lupinväpplingar, och familjen ärtväxter. Inga underarter finns listade i Catalogue of Life.